# 2 (álbum de MacDeMarco)
2 es el segundo álbum de estudio de larga duración del músico canadiense Mac DeMarco. Fue grabado en junio de 2012 y lanzado en octubre de 2012 en el sello discográfico Captured Tracks.

## Antecedentes
DeMarco se mudó de Vancouver a Montreal en 2011. Allí grabó un LP con su propio nombre, Rock and Roll Nightclub. Con voces ralentizadas y elementos de glam rock, esta grabación llamó lo suficiente la atención como para que su discográfica, Captured Tracks, accediera a financiar un álbum completo. DeMarco cambió su estilo de Rock and Roll Nightclub a 2, y abandonó su estilo de canto glam y canturreante por un enfoque más estándar del rock de guitarra. El álbum se compuso y grabó en el apartamento de DeMarco en Montreal, en el barrio de Mile End. DeMarco realizó la grabación ejercitando solo sus "skivvies", o ropa interio. En una entrevista en junio de 2012, DeMarco anunció que se había completado alrededor del 75 % del álbum.

## Música
El álbum contiene una sola pista acústica, «Still Together», que es una regrabación de «Together», escrita por DeMarco en 2009 para Makeout Videotape EP Bossa Yeye, también presenta a DeMarco cantando en falsete en el coro. El tema de apertura, «Cooking Up Something Good», utiliza una estructura de canción en la que un verso pegadizo pasa a un estribillo más oscuro "sorprendente". «Robson Girl» también yuxtapone un verso «dulce» con un coro que destroza la guitarra.
Líricamente, DeMarco cubre crecer en los suburbios, el amor fallido y los secretos familiares, el último con gran presencia en «Cooking Up Something Good». «Ode to Viceroy» es un tributo a la marca de cigarrillos favorita del cantante. DeMarco se disculpa con su madre en «Freaking Out the Neighborhood» y trata de convencer a una chica de que se vaya de la ciudad con él en «The Stars Keep on Calling My Name».

## Portada
En septiembre de 2014, DeMarco declaró en un vídeo de la entrevista «What's in My Bag?» en Amoeba Records en San Francisco, California, que se había inspirado en la carátula del álbum Hosono House de Haruomi Hosono para el diseño de la portada del álbum 2. En la misma entrevista, DeMarco también señala la sorprendente pero coincidente similitud de su portada con The River de Bruce Springsteen.

## Recepción crítica
El álbum fue comparado por varios críticos con el lanzamiento de Real Estate en 2011, Days. NME llamó a DeMarco un "compositor experto" y lo comparó con el personaje ficticio Ferris Bueller. El trabajo de guitarra de DeMarco fue elogiado por varios críticos. The Guardian comentó que, aunque las pistas iniciales son prometedoras, el álbum "nunca cumple del todo" y criticó su tono "invariable". Pitchfork hizo una crítica entusiasta y otorgó al disco la designación de «Mejor música nueva». El crítico Sam Hockley-Smith comentó positivamente sobre la composición de canciones y la profundidad lírica de DeMarco. El sitio web colocó el álbum en el puesto 43 de su retrospectiva de los «50 mejores álbumes del año».
El álbum fue nombrado nominado preseleccionado para el Polaris Music Prize el 13 de junio de 2013.
El álbum fue reconocido como uno de los 100 mejores álbumes de la década hasta ahora, una lista publicada por Pitchfork en agosto de 2014. En 2019, Pitchfork clasificó el álbum en el puesto 149 de su lista de «Los 200 mejores álbumes de la década de 2010».

## Lista de canciones
Todas las canciones escritas y compuestas por Mac DeMarco. 
| N.º   | Título                              | Duración |  |
| 1.    | «Cooking Up Something Good»         | 2:41     |  |
| 2.    | «Dreaming»                          | 2:27     |  |
| 3.    | «Freaking Out the Neighborhood»     | 2:53     |  |
| 4.    | «Annie»                             | 3:10     |  |
| 5.    | «Ode to Viceroy»                    | 3:53     |  |
| 6.    | «Robson Girl»                       | 2:56     |  |
| 7.    | «The Stars Keep On Calling My Name» | 2:22     |  |
| 8.    | «My Kind of Woman»                  | 3:10     |  |
| 9.    | «Boe Zaah»                          | 1:41     |  |
| 10.   | «Sherrill»                          | 2:29     |  |
| 11.   | «Still Together»                    | 3:39     |  |
| 31:27 |                                     |          |  |

## Personal
Todos los créditos adaptados de lanzamientos físicos.
- Mac DeMarco - composición, todos los instrumentos, mezcla
- Josh Bonati - masterización
- Evan Prosofsky - fotografía

## Posicionamiento en lista
| Lista (2012)                            | Mejor posición |
| --------------------------------------- | -------------- |
| Estados Unidos (Top Heatseekers Albums) | 26             |